# White County (Tennessee)
White County ist ein County im Bundesstaat Tennessee der Vereinigten Staaten. Das U.S. Census Bureau hat bei der Volkszählung 2020 eine Einwohnerzahl von 27.351 ermittelt. Der Verwaltungssitz (County Seat) ist Sparta.

## Geographie
Das County liegt östlich des geographischen Zentrums von Tennessee und hat eine Fläche von 983 Quadratkilometern, wovon 7 Quadratkilometer Wasserfläche sind. Es grenzt im Uhrzeigersinn an folgende Countys: Bledsoe County, Cumberland County, DeKalb County, Putnam County, Van Buren County und Warren County.

### Cities und Towns
- Doyle
- Sparta

### Unincorporated Communities
- Bon Air
- Cassville
- DeRossett
- Quebeck
- Ravenscroft
- Walling

## Geschichte
White County wurde am 11. September 1806 aus Teilen des Smith County gebildet. Es ist umstritten, nach wem des County benannt wurde. Die offiziellen Aufzeichnungen geben an, es seit nach John White (1751–1846), dem ersten aus Europa stammenden Siedler in diesem Gebiet benannt, der 1789 mit seiner Familie aus Virginia kommend in die Cumberland Mountains eingewandert war. Einige Historiker geben stattdessen an, dass das County nach dem General James White benannt wurde, der im Unabhängigkeitskrieg gekämpft hatte und Gründer von Knoxville war. Aiken und Kane geben in The American Counties: Origins of County Names, Dates of Creation, Area, and Population Data, 1950–2010 nur John White als Namensgeber an.

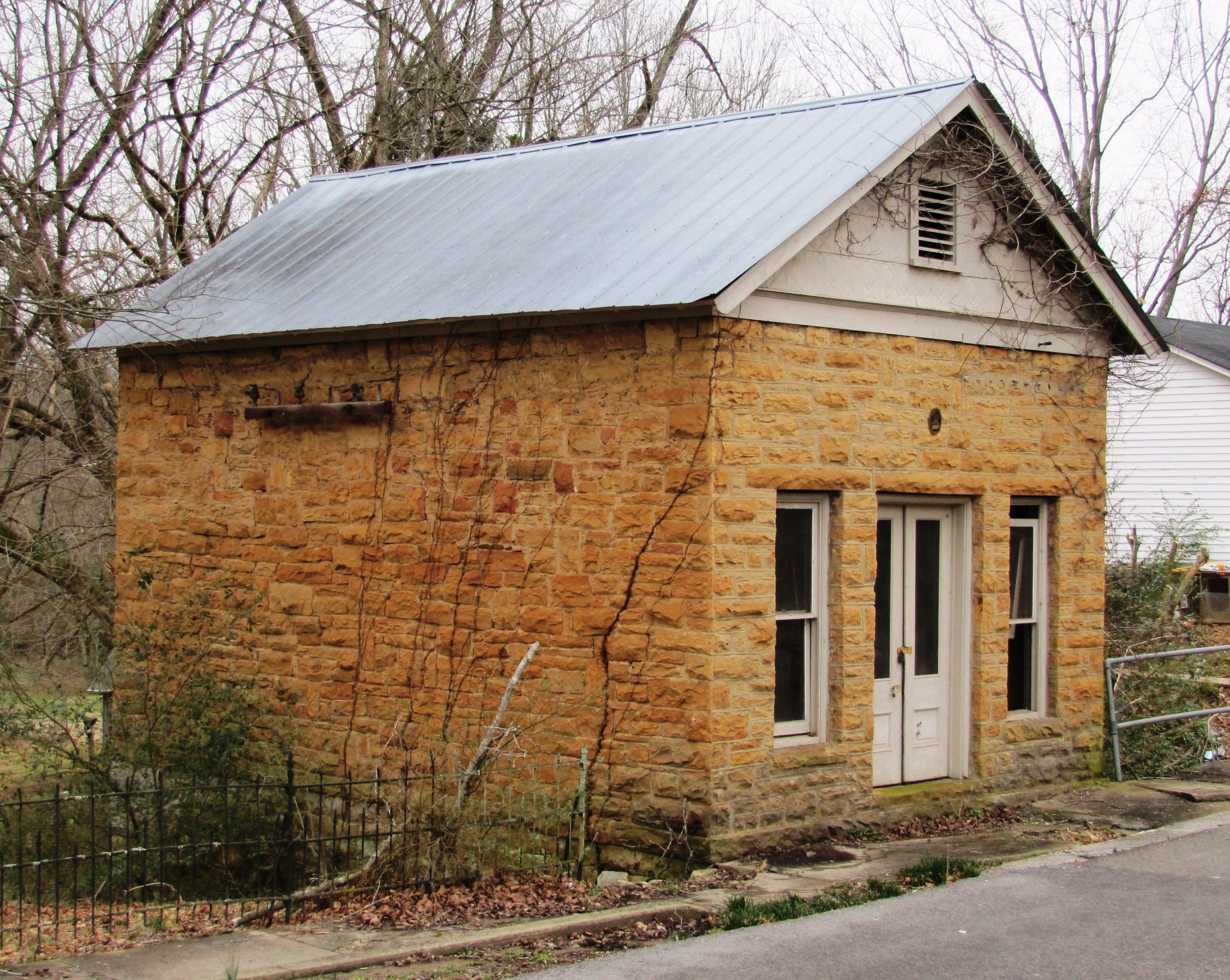
Das Sparta Electric Building ist einer von elf Einträgen des Countys im NRHP.

Elf Bauwerke und Stätten des Countys sind im National Register of Historic Places (NRHP) eingetragen (Stand 14. September 2018).

## Demografische Daten

Alterspyramide White County

Nach der Volkszählung im Jahr 2000 lebten im White County 23.102 Menschen in 9.229 Haushalten und 6.774 Familien. Die Bevölkerungsdichte betrug 24 Einwohner pro Quadratkilometer. Ethnisch betrachtet setzte sich die Bevölkerung zusammen aus 96,63 Prozent Weißen, 1,64 Prozent Afroamerikanern, 0,20 Prozent amerikanischen Ureinwohnern, 0,23 Prozent Asiaten, 0,05 Prozent Bewohnern aus dem pazifischen Inselraum und 0,46 Prozent aus anderen ethnischen Gruppen; 0,79 Prozent stammten von zwei oder mehr Ethnien ab. 1,03 Prozent der Bevölkerung waren spanischer oder lateinamerikanischer Abstammung.
Von den 9.229 Haushalten hatten 30,4 Prozent Kinder und Jugendliche unter 18 Jahre, die bei ihnen lebten. 58,5 Prozent waren verheiratete, zusammenlebende Paare, 10,8 Prozent waren allein erziehende Mütter und 26,6 Prozent waren keine Familien. 23,4 Prozent waren Singlehaushalte und in 10,8 Prozent lebten Personen im Alter von 65 Jahren oder darüber. Die Durchschnittshaushaltsgröße betrug 2,47 und die durchschnittliche Haushaltsgröße betrug 2,90 Personen.
23,5 Prozent der Bevölkerung waren unter 18 Jahre alt, 7,9 Prozent zwischen 18 und 24, 27,9 Prozent zwischen 25 und 44, 25,4 Prozent zwischen 45 und 64 und 15,3 Prozent waren älter als 65. Das Durchschnittsalter betrug 39 Jahre. Auf 100 weibliche Personen kamen statistisch 96,2 männliche Personen und auf 100 Frauen im Alter von 18 Jahren und darüber kamen 92,4 Männer.
Das jährliche Durchschnittseinkommen eines Haushalts betrug 29.383 USD, das Durchschnittseinkommen der Familien betrug 34.854 USD. Männer hatten ein Durchschnittseinkommen von 26.706 USD, Frauen 20.346 USD. Das Prokopfeinkommen betrug 14.791 USD. 11,2 Prozent der Familien und 14,3 Prozent der Einwohner lebten unterhalb der Armutsgrenze.